# Bárbara Costa
Vanessa Danieli dos Santos, conhecida pelo pseudônimo de Barbara Costa (Mogi das Cruzes, 1 de dezembro de 1987), é uma ex-atriz pornográfica, ex-camgirl, analista de marketing de influência e youtuber brasileira.

## Carreira
Bárbara Costa entrou para a pornografia em ano de 2010, Vanessa trabalhava em uma boate. Nesta época, ela recebeu um convite de uma amiga para fazer um filme adulto.
Barbara Costa não segue o padrão comum das atrizes pornô brasileiras, seguindo um estilo alt porn e geek. É conhecida por seus cabelos coloridos e as diversas tatuagens espalhadas pelo corpo, com temas de quadrinhos, filmes e jogos eletrônicos.
Como atriz pornô, foi vencedora de três prêmios Sexy Hot. Abandonou o pornô no dia 6 de novembro de 2016.
Ainda em 2016, iniciou o canal "Barbaridade Nerd" no YouTube, voltado à cultura geek.
Em 2017, conhece o futuro marido, o músico Daniel Chaves, no evento Campus Party. Em fevereiro de 2017, Bárbara Costa assumiu namoro com o músico Daniel Chaves e em maio do mesmo ano anunciaram planos de casar e ter filhos.
Passou a estudar Marketing, formando-se em 2019.
Em 2022, lança seu próprio podcast, o "BarbariCast".

## Filmografia
| Ano  | Título                  | Produtora      |
| ---- | ----------------------- | -------------- |
| 2011 | Tranny Banged My Wife 4 | Tranny dot com |
| 2015 | Garotas Tatuadas        | Brasileirinhas |
| 2015 | Pornô Fantasy 2         | BM Video       |
| 2015 | Sexo Entre Mulheres     | Brasileirinhas |
| 2016 | Serie Gold: Super Fodas | BM Video       |

## Prêmios
| Ano  | Prêmio          | Categoria                                                        | Resultado |
| ---- | --------------- | ---------------------------------------------------------------- | --------- |
| 2016 | Prêmio Sexy Hot | Melhor Cena de Sexo Oral (com Mila Spook, Yago Ribeiro e Alemão) | Venceu    |
| 2016 | Prêmio Sexy Hot | Melhor Atriz Pornô                                               | Venceu    |